# فرودگاه صحرایی د لسپس
فرودگاه صحرایی د لسپس (به انگلیسی: De Lesseps Field) یک فرودگاه است . این فرودگاه در شهر تورنتو کشور کانادا قرار دارد .